# 루이사 마르틴
루이사 마르틴(Luisa Martín, 1960년 2월 23일 ~ )는 스페인의 배우이다.